# کوسموو (استان لوبلین)
کوسموو (به لهستانی:  Kosmów) یک روستا در لهستان است که در گمینا خروبیشوو واقع شده‌است. کوسموو  ۳۵۱ نفر جمعیت دارد.